# Castelnuovo d'Elsa
Castelnuovo d'Elsa è una frazione del comune italiano di Castelfiorentino, nella città metropolitana di Firenze, in Toscana.
Il centro abitato sorge su una collinetta dominate la strada che collega Castelfiorentino a San Miniato.

## Storia
Fin dalla sua origine era uno dei trentasei castelli appartenenti al distretto di San Miniato. Risultava già circondato da mura agli inizi del XII secolo.
Vi sono evidenti tracce del suo passato medievale: la struttura murata circolare, le chiese, il cassero.
Nel 1173 subì l'assedio dalle truppe di Cristiano di Magonza, ma la comunità riuscì a respingere l'assalto e rimanere indipendente.
Dopo la caduta di San Miniato, a metà del XIV secolo, entrò a far parte dell'orbita fiorentina.
Mantenne comunque l'autonomia della sua amministrazione di Comune rurale fino al 23 maggio 1774, quando in virtù della riforma leopoldina, fu soppresso e annesso prima a Montaione e poi a Castelfiorentino.

## Edifici religiosi
- Chiesa di Santa Maria Assunta a Castelnuovo d'Elsa

Costruita nella parte più alta del paese, poggia le fondamenta del suo campanile sui resti della fortificazione del cassero. All'interno si conserva una pregevole Annunciazione di Neri di Bicci. L'edificio ha subito pesanti rimaneggiamenti nel XVIII secolo.
- Chiesa dei Santi Lorenzo e Barbara a Castelnuovo d'Elsa

L'edificio di origine medievale ad un'unica navata terminante con un'abside semicircolare, domina la piazzetta centrale del paese. Nella parete di fondo dell'altare maggiore conserva un ciclo di affreschi attribuiti a Paolo Schiavo (1397 - 1478).

## Altre immagini

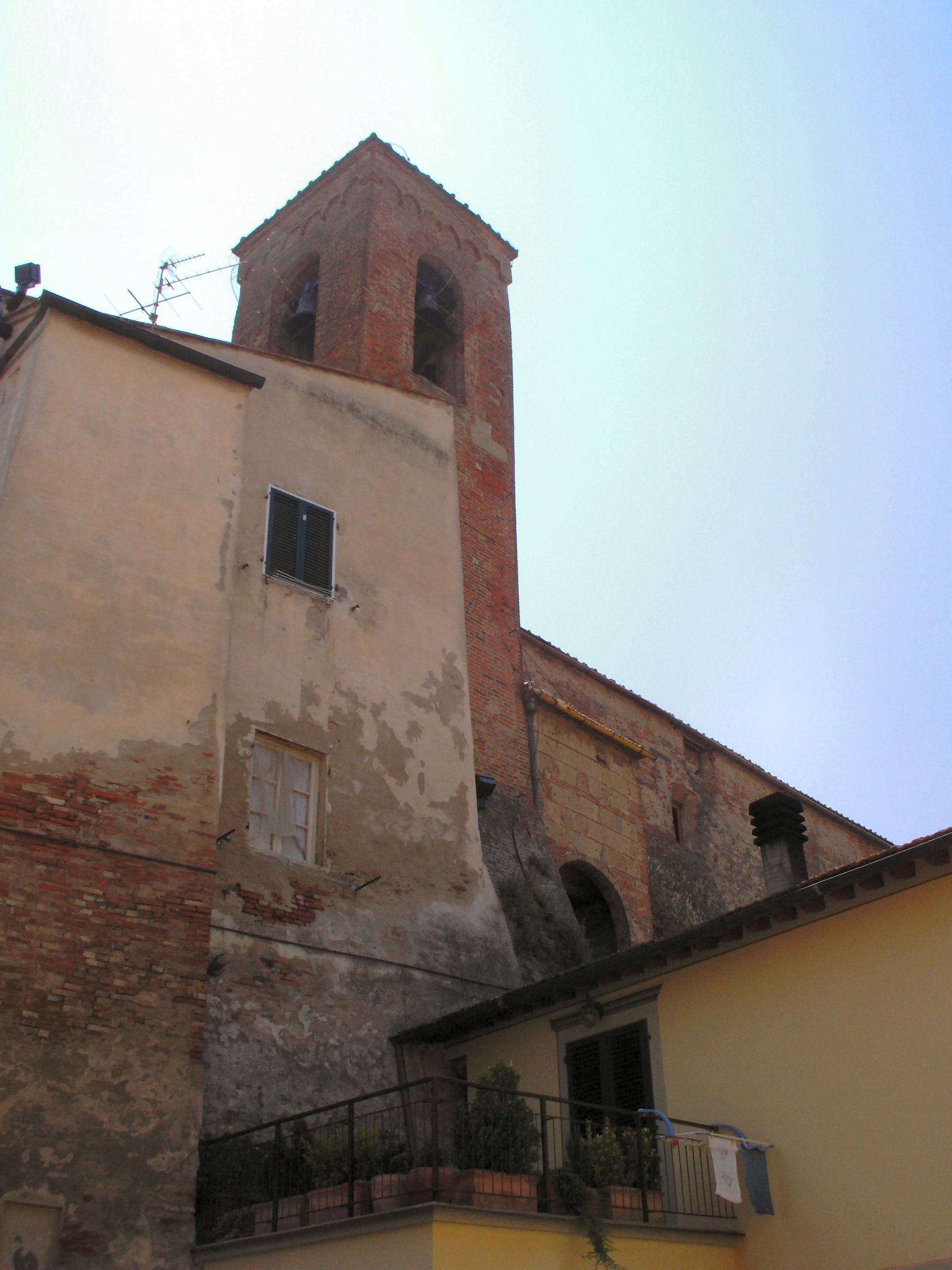
Campanile della chiesa di Santa Maria Assunta
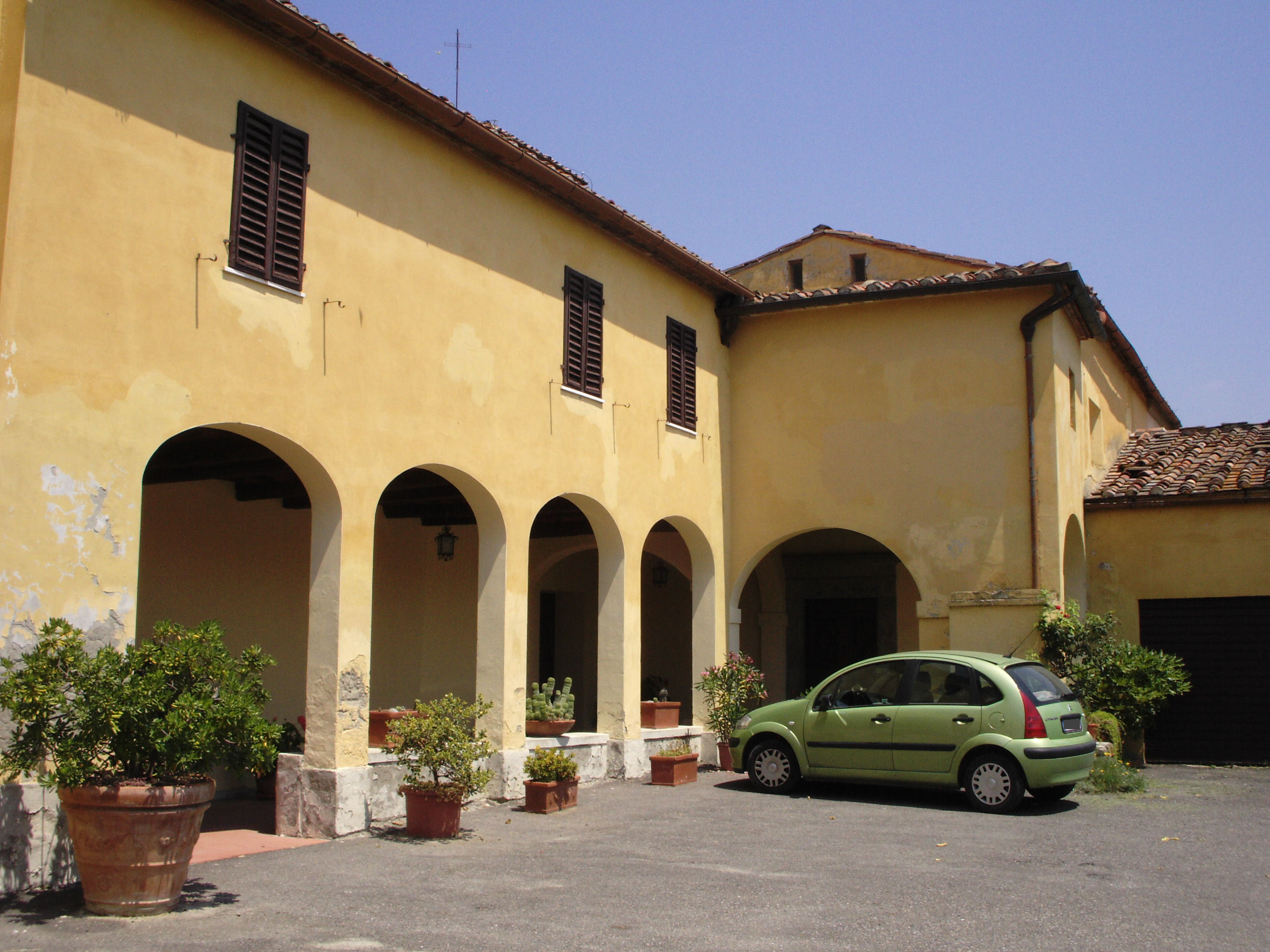
Chiesa di Santa Maria Assunta
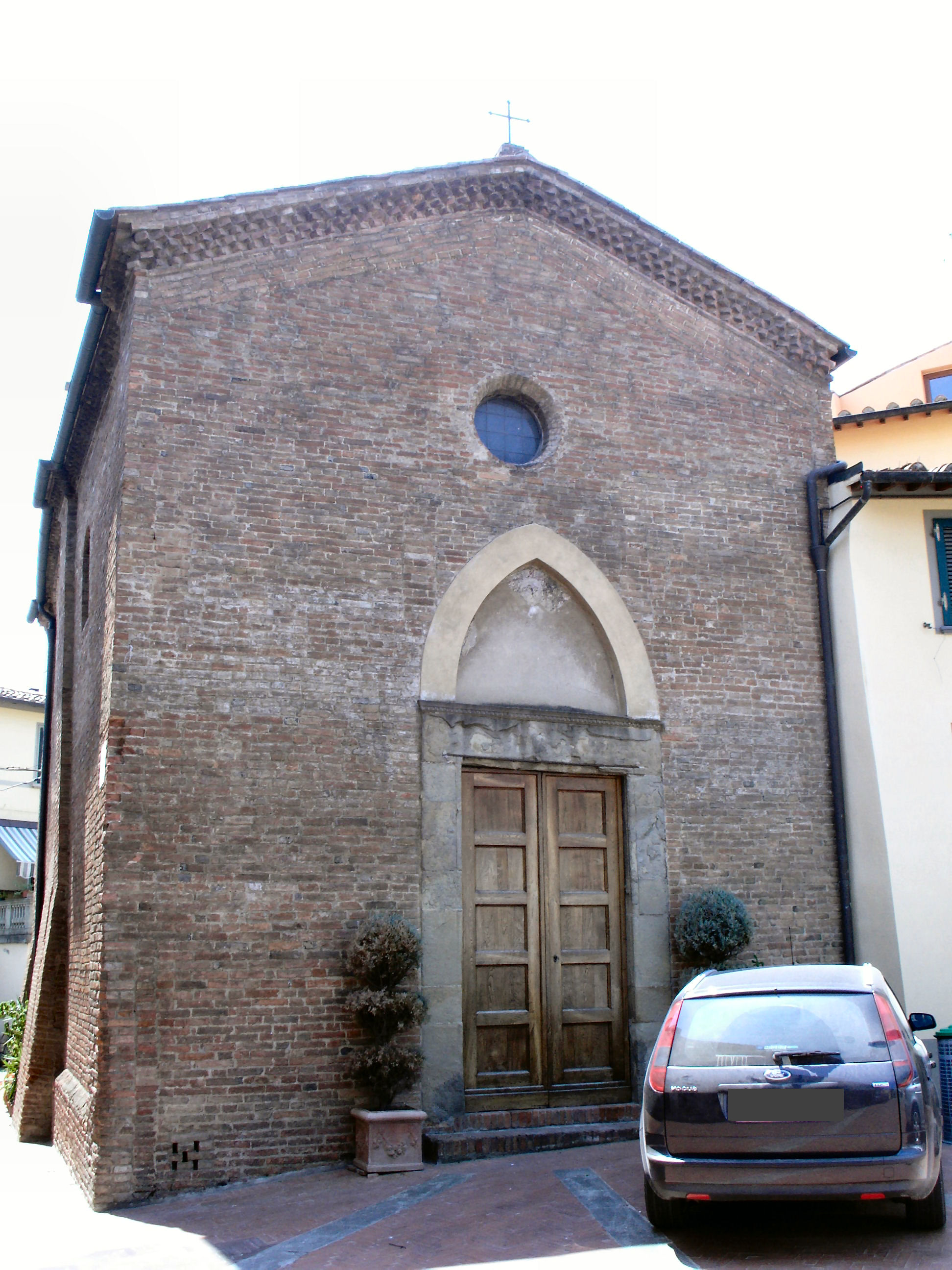
Chiesa dei Santi Lorenzo e Barbara
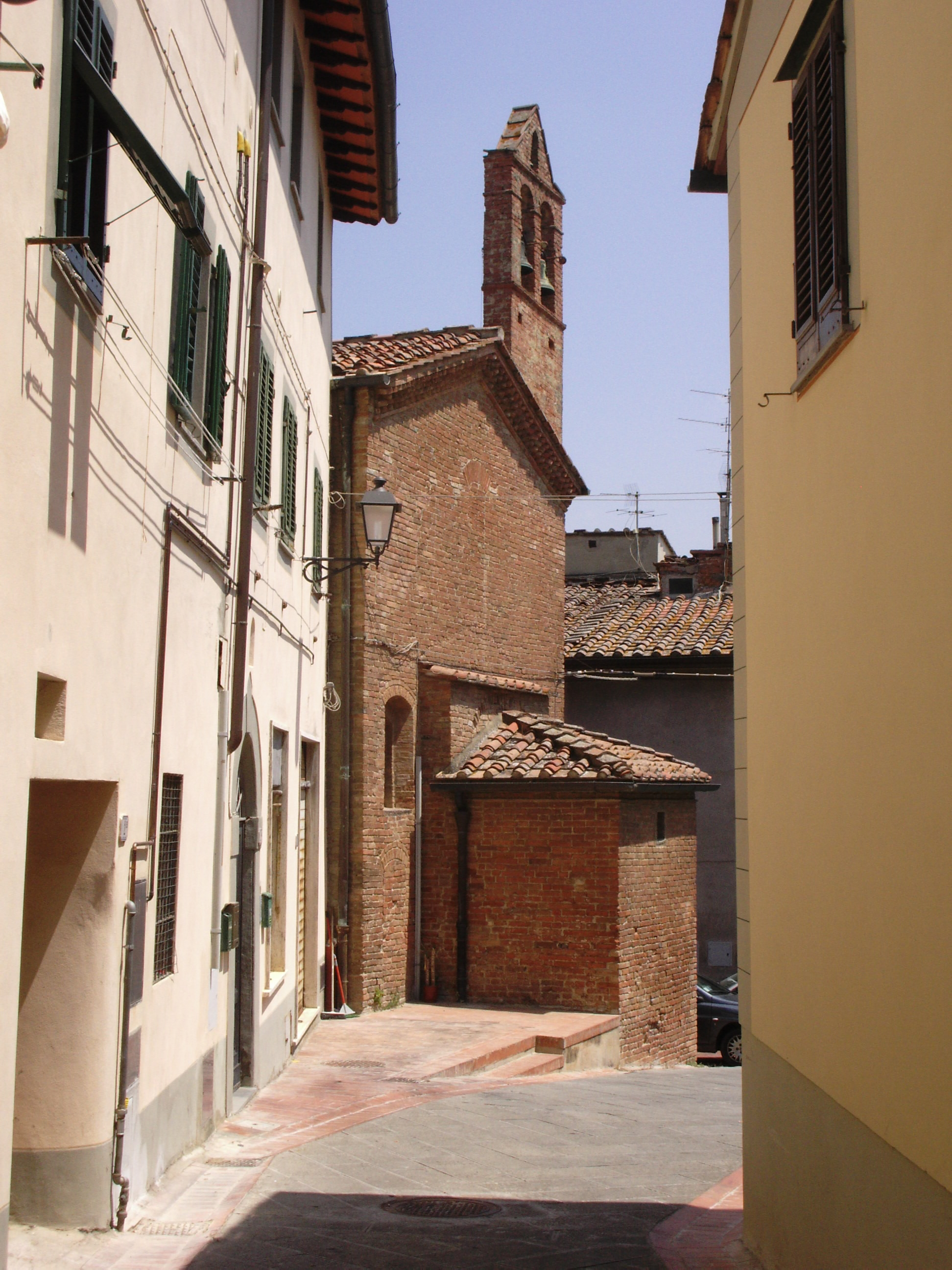
Una via